# Castelo de Dénia

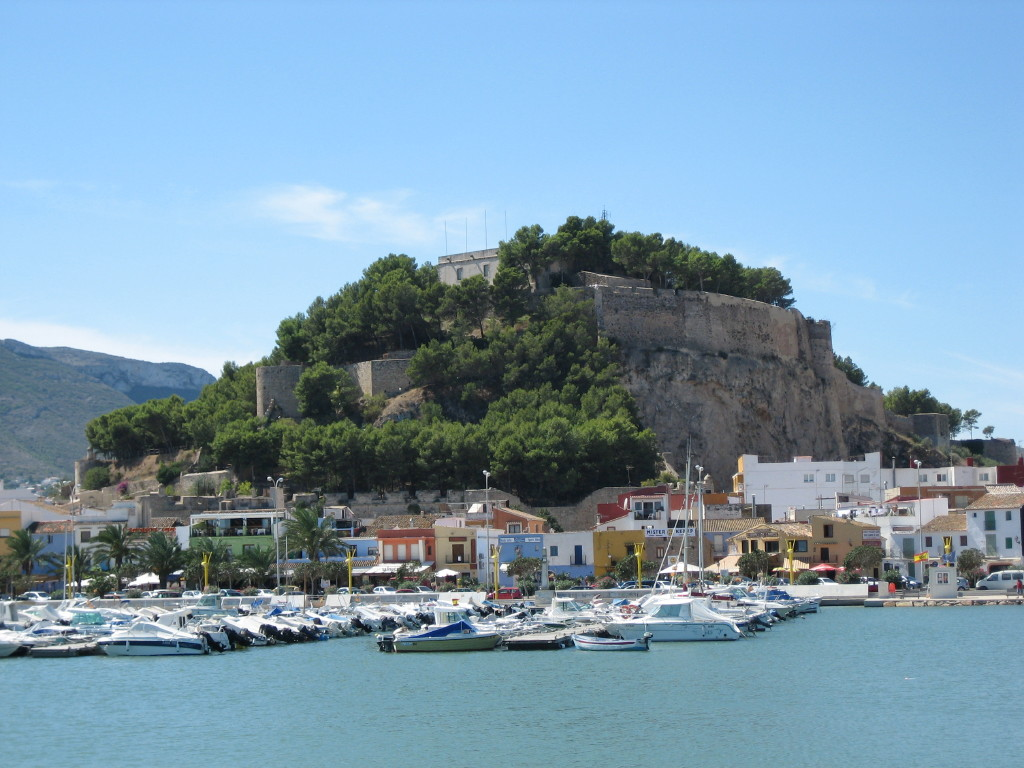
Castelo de Dénia, Espanha

O Castelo de Dénia localiza-se no município de Dénia, na província de Alicante, comunidade autónoma da Comunidade Valenciana, na Espanha.
Ergue-se no alto de uma colina, em posição dominante sobre a povoação e o seu porto.

## História
Remonta a uma fortificação muçulmana, erguida sobre restos de edificações mais antigas.
Desde 1952 é de propriedade municipal. Restaurado recentemente, encontra-se aberto à visitação turística, albergando um Museu Arqueológico com testemunhos do passado local. Anualmente em Agosto, é palco de uma série de concertos denominada "Música no Castelo".